# Tribaljsko jezero
Tribaljsko jezero umjetno je jezero u Vinodolu, u zaleđu Crikvenice kraj naselja Triblja. Izgrađeno je za potrebe hidroelektrane Vinodol, a poslije je poribljeno šaranom. Posebnost jezera jest što se nalazi svega nekoliko kilometara od mora. Prosječna dubina jezera je 4m, a ribolov je vrlo atraktivan jer nema loma[pojasniti]. U jezeru, koje je veličine 41 ha, najviše je zastupljen šaran, ali ima i amura, babuške, soma, tostolobika, smuđa, jegulje, žutooke i bjelice.